# 自由无损图像格式
自由无损图像格式（Free Lossless Image Format，缩写FLIF）是一种无损图像格式。FLIF在多种输入下FLIF的压缩比都优于PNG、无损WebP、无损BPG和无损JPEG 2000。

## 历史
该格式最初于2015年9月公开发表，首个alpha版本在大约一个月后的2015年10月发布，首个稳定版本在2016年9月发布。
FLIF的开发已经停止，它被FLIF的一位开发者Jon Sneyers结合FLIF与多个有损压缩格式的思路创造的继任者自由通用图像格式（Free Universal Image Format，FUIF）所代替，而后者又被JPEG XL所代替。JPEG XL基于谷歌的PIK与FUIF开发。

## 设计
FLIF的压缩过程采用MANIAC算法。MANIAC即元自适应近零整数算术编码（Meta-Adaptive Near-zero Integer Arithmetic Coding），它是CABAC的一个变种，其背景是在编码时动态学习的决策树节点。
FLIF使用可逆的YCoCg色彩空間（不同于丢失部分颜色信息位元的YCbCr，与有损格式JPEG的用法相独立）。
FLIF支持灰度图、RGB、RGBA，支持每个通道有1至16位。
与PNG类似，FLIF支持渐进式编码，但不同之处在于FLIF的渐进式编码不会增加文件大小，且由于FLIF的算法更加复杂，其计算成本更高。在不使用渐进式编码时，FLIF比其他竞争者更快。
FLIF有一些参数，可以通过调整或使用flifcrush工具输出不同大小的图像，而所有图像依然无损。FLYF（lossY，即有损）格式也有被考虑。
有损压缩可以通过预处理完成。这一过程是确定的，不存在代际损失。

## 软件支持
- XnView自2.36版本支持FLIF格式[8]
- ExifTool自10.31版支持读写FLIF图像的元数据[9]
- UGUI-FLIF支持预览与从PNG到FLIF的转换[10]
- IrfanView自4.52版本支持读取FLIF图像[11][12]